# Jürgen Maehder

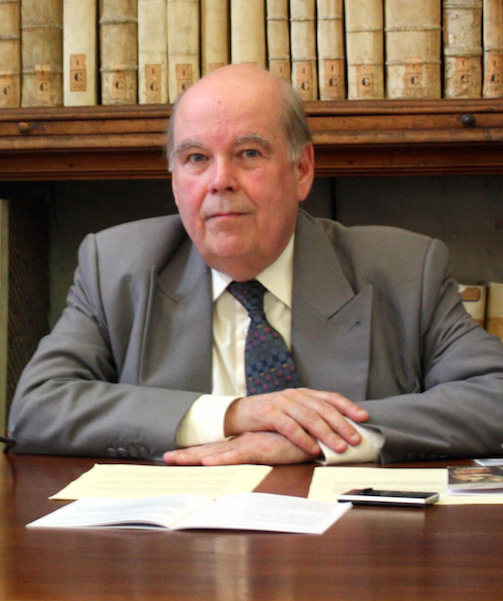
Jürgen Maehder (2014)

Jürgen Maehder (* 22. März 1950 in Duisburg) ist ein deutscher Musikwissenschaftler und Opern-Regisseur.

## Leben
Maehder absolvierte ein Studium der Musikwissenschaft, Komposition, Philosophie, Theaterwissenschaft und Opern-Regie in München und Bern. Seine Promotion erfolgte 1977 an der Universität Bern mit der Dissertation Klangfarbe als Bauelement des musikalischen Satzes – Zur Kritik des Instrumentationsbegriffes.
Anschließend wirkte Maehder als Assistent am Deutschen Historischen Institut in Rom und als wissenschaftlicher Assistent von Stefan Kunze an der Universität Bern. Er bekleidete Professuren für Musikwissenschaft an der University of North Texas (Denton/TX) und an der Cornell University (Ithaca/NY). Von Mai 1989 bis September 2014 wirkte er als Nachfolger von Klaus Kropfinger als Professor für Musikwissenschaft an der Freien Universität Berlin. In Berlin gründete Maehder 1989 das Puccini-Research-Center und unterstützte im Jahre 1990 die Gründung des Fondo Leoncavallo an der Biblioteca cantonale in Locarno (Tessin). Nach seiner Berliner Emeritierung lehrte er mehrere Jahre lang an der Università della Svizzera italiana in Lugano.
Maehder bekleidete Gastprofessuren für Musikwissenschaft an der University of Maryland, College Park (1992), der University of North Texas in Denton/TX (1998) und der University of Hawaiʻi at Mānoa (2008). Zahlreiche Gastprofessuren führten ihn auch in die Republik China/Taiwan. Seit seiner Lehrtätigkeit an der Università della Svizzera italiana arbeitet er mit den Salzburger Festspielen zusammen. Ferner betreibt er Forschungen in der Republik China/Taiwan. Im Jahre 2018 wurde er zum Mitglied des P.E.N.-Zentrum deutschsprachiger Autoren im Ausland gewählt.

### Theaterarbeit
Seit 1973 widmete er sich der praktischen Theaterarbeit, zuerst als Regieassistent an der Hamburgischen Staatsoper und der Bayerischen Staatsoper München, später zumeist in Italien als Mitarbeiter an den Operninszenierungen Sylvano Bussottis. Seit den 1970er Jahren verfasste er zahlreiche musikwissenschaftliche Aufsätze für die Programmhefte bedeutender Opernhäuser, zuerst für die Bayerische Staatsoper München und die Bayreuther Festspiele, dann seit den 1980er Jahren für das Théâtre National de l’Opera de Paris und die Opéra National du Rhin/Strasbourg, das Teatro alla Scala/Milano, das Teatro La Fenice/Venezia, die Wiener Staatsoper sowie die Berliner Staatsopern; seit 1992 entstanden zahlreiche Programmheftaufsätze für die Salzburger Festspiele. Im Februar 1996 gestaltete er eine Inszenierung von Giuseppe Verdis Rigoletto am Hawai'i Opera Theatre in Honolulu/HI (Premiere 9. Februar 1996).

### Musikwissenschaft
Maehders Veröffentlichungen erfolgten primär zur Operngeschichte des 19. und 20. Jahrhunderts in Italien, Frankreich und Deutschland, zur Librettogeschichte des 18. bis 20. Jahrhunderts, zur Inszenierungsgeschichte des Musiktheaters, zu italienischen Opernkomponisten des Ottocento, den Veristen (darunter insbesondere Giacomo Puccini und Ruggero Leoncavallo) sowie zur Geschichte der Instrumentation und Klangfarbenkomposition und zur Musikästhetik. Maehder entdeckte 1978 Franco Alfanos vollständiges Finale (nach Puccinis Skizzen) zu Turandot, welches seit 1983 an verschiedenen Opernhäusern in der ganzen Welt aufgeführt wurde. Gemeinsam mit Thomas Betzwieser gibt Maehder seit 1994 die Reihe Perspektiven der Opernforschung heraus.
Zahlreiche neuere Publikationen verfasste er in chinesischer Sprache gemeinsam mit seiner Frau, der taiwanesischen Musikwissenschaftlerin Kii-Ming Lo.

## Veröffentlichungen

### Bücher
- Klangfarbe als Bauelement des musikalischen Satzes – Zur Kritik des Instrumentationsbegriffes, Dissertation, Bern 1977, Privatdruck.
- Turandot (in Zusammenarbeit mit Sylvano Bussotti), Pisa (Giardini) 1983.
- Esotismo e colore locale nell’opera di Puccini. Atti del I° Convegno Internazionale sull'opera di Puccini a Torre del Lago 1983, ed. Jürgen Maehder, Pisa (Giardini) 1985.
- Ruggero Leoncavallo nel suo tempo, Atti del I° Convegno Internazionale di Studi su Leoncavallo a Locarno 1991, edd. Jürgen Maehder/Lorenza Guiot, Milano (Sonzogno) 1993.
- Zwischen Opera buffa und Melodramma. Italienische Oper im 18. und 19. Jahrhundert, »Perspektiven der Opernforschung I«, edd. Jürgen Maehder/Jürg Stenzl, Frankfurt/Bern/New York (Peter Lang) 1994.
- Letteratura, musica e teatro al tempo di Ruggero Leoncavallo. Atti del II° Convegno Internazionale di Studi su Leoncavallo a Locarno 1993, edd. Lorenza Guiot/Jürgen Maehder, Milano (Sonzogno) 1995.
- Nazionalismo e cosmopolitismo nell'opera tra ’800 e ’900. Atti del III° Convegno Internazionale di Studi su Leoncavallo a Locarno 1995, edd. Lorenza Guiot/Jürgen Maehder. Mailand (Sonzogno) 1998.
- Puccini’s »Turandot« – Tong hua, xi ju, ge ju, Taipei (Gao Tan Publishing) 1998 (in Zusammenarbeit mit Kii-Ming Lo), ISBN 957-98196-1-0.
- (in Zusammenarbeit mit Virgilio Bernardoni, Michele Girardi, Arthur Groos, Roger Parker, Harold S. Powers, Peter Ross) Studi pucciniani, 2/2001, Lucca (Centro Studi Giacomo Puccini) 2001.
- Puccini’s »Turandot«,  Guilin (Guanxi Normal University Press) 2003 (in Zusammenarbeit mit Kii-Ming Lo).
- Ai zhi si – Wagner's »Tristan und Isolde« [Liebestod ─ »Tristan und Isolde« von Richard Wagner], Taipei (Gao Tan Publishing) 2003 (in Zusammenarbeit mit Kii-Ming Lo), ISBN 957-0443-79-0.
- Turandot de tui bian [The Transformations of »Turandot«], Taipei (Gao Tan Publishing) 2004 (in Zusammenarbeit mit Kii-Ming Lo), ISBN 986-7542-50-9.
- Tendenze della musica teatrale italiana all'inizio del Novecento. Atti del IV° Convegno Internazionale di Studi su Leoncavallo a Locarno 1998, edd. Lorenza Guiot/Jürgen Maehder, Mailand (Sonzogno) 2005.
- »Duo mei a! Jin wan de gong zhu!« – Li cha shi te lao si de »Sha le mei« [»Wie schön ist die Prinzessin heute nacht!« – »Salome« von Richard Strauss], Taipei (Gao Tan Publishing) 2006 (in Zusammenarbeit mit Kii-Ming Lo), ISBN 986-7101-16-2.
- Hua ge na – Zhi huan – Bai lu te, [Wagner – »Der Ring des Nibelungen« – Bayreuth], Taipei (Gao Tan Publishing) 2006 (in Zusammenarbeit mit Kii-Ming Lo), ISBN 978-986-7101-33-4.
- Shao nian mo hao ─ Ma le de shi yi chuan yuan [= »Des Knaben Wunderhorn« ─ Gustav Mahler's poetic source], Taipei (Gao Tan Publishing) 2010 (in Zusammenarbeit mit Kii-Ming Lo), ISBN 978-986-6271-17-5.
- »Da di zhi ge« ─ Ma le de ren shi xin shen [= »Das Lied von der Erde« ─ Synthese von Gustav Mahlers Weltanschauung], Taipei (Gao Tan Publishing) 2011 (in Zusammenarbeit mit Kii-Ming Lo), ISBN 978-986-6620-44-7.
- Ai zhi si ─ Wagner's »Tristan und Isolde« [Liebestod ─ »Tristan und Isolde« von Richard Wagner], Taipei (Gao Tan Publishing) 2014 (in Zusammenarbeit mit Kii-Ming Lo), ISBN 978-986-6620-50-8.
- Gaspare Spontini und die Oper im Zeitalter Napoléons, herausgegeben in Zusammenarbeit mit Detlef Altenburg, Arnold Jacobshagen, Arne Langer und Saskia Maria Woyke, Sinzig (Studio-Punkt-Verlag) 2015, ISBN 978-3-89564-150-3.
- Hua ge na yen jiou: Shen hua, Shi wen, Yue pu, Wu tai [Richard Wagner: Myth, Poem, Score, Stage], Taipei (Gao Tan Publishing) 2017 (in Zusammenarbeit mit Kii-Ming Lo), ISBN 978-986-94383-4-6.